# Ебігейл Кіноїкі Кекауліке Кавананакоа
Абігейл Кіноікі Кекауліке Кавананакоа (23 квітня 1926 — 11 грудня 2022), також іноді називана Кекау, є членом Будинку Кавананакоа. Багато хто називає її принцесою, що є загальною почесною назвою отриманою від предків, титулованих підданих Королівства Гаваїв та важливих діячів історії Гаваїв, хоча вона не має офіційного звання і не має ніякої влади чи впливу в уряді штату Гаваї.

## Народження та раннє життя
Вона була єдиною дитиною Лідії Ліліуокалані Кавананакоа, і народилася під час її шлюбу з Вільямом Єремією Еллерброком. У віці шести років її, на законних підставах, удочерила бабуся, принцеса Ебігейл Кемпбелл Кавананакоа, за гавайською традицією ханаї з наміром залишити її прямим спадкоємцем можливого відновлення королівства. Як онучата племінниця Ліліуокалані, вона вважається її спадкоємицею, якщо відбудеться відновлення монархії.
Кавананакоа здобувалала освіту в школі Пунахоу в Гонолулу, американській школі в Шанхаї в Шанхаї з 1938 по 1939 рік і в Школі Нотр-Дам у Бельмонті, Каліфорнія, яку закінчила в 1943 році. Вона відвідувала Домініканський коледж у Сан-Рафаелі, Каліфорнія з 1943 по 1944 роки, та навчалася в Гавайському університеті в 1945 році.

## Захоплення та праця з конями
Кавананакоа — експерт по роботі з конями та власник ранчо на Гаваях, у Каліфорнії та штаті Вашингтон. Вона має 20-річний кумулятивний досвід селекції коней породи AQHA квортерхорс; перемоги її коней включають «Всеамериканське майбутнє» (1993) з «Класичним Тире» і «Майбутнє Лос-Аламітоса 1995 року». Після перемоги в «найбагатшій гонці в світі коней породи квортерхорс» вона відмовилася від перегонів, щоб зупинитись на своїй конюшні на озері в Каліфорнії. Завдяки підтримці медичних програм для коней в Університеті штату Колорадо, 13 травня 2016 року їй було присвоєно почесну ступінь.

## Родинна спадщина
Кавананакоа була президентом «Палацу друзів Іолані» з 1971 по 1998 рік, замінивши її матір, яка заснувала цю організацію. У червні 1992 року Кавананакоа просила активістів проводити суверенітетні демонстрації подалі від палацу після того, як 32 демонстранти намагалися увійти в будівлю Палац побудував її пра-дядько, король Давид Калакауа . Вона брала активну участь у різних заходах збереження гавайської культури, включаючи реставрацію палацу Іолані.
Вона була спадкоємицею найбільшої частки у маєтку свого прадіда Джеймса Кемпбелла, промисловця Ірландії 19 століття. Коли майно було перетворено на корпорацію в 2007 році, її частка оцінювалася приблизно в 250 мільйонів доларів США.
У 2013 році Кавананакоа попросила поховати її в новій склепі в Королівському мавзолеї Гаваїв в Мауні ʻАла, що безпосередньо прилягає до могили Роберта Вайлі. Запит було затверджено Державним земельним комітетом 26 квітня 2013 року, але рішення стало спірним для гавайської громади.
1 жовтня 2017 року Кавананакоа одружилась зі своєю коханою, Веронікою Гейл Ворт, котрій на той час було 63 роки, у Гонолулу, після 21 року відносин. Пара одружилася на церемонії, проведеній в будинку правосуддя Стівена Левінсона.

## Родовід

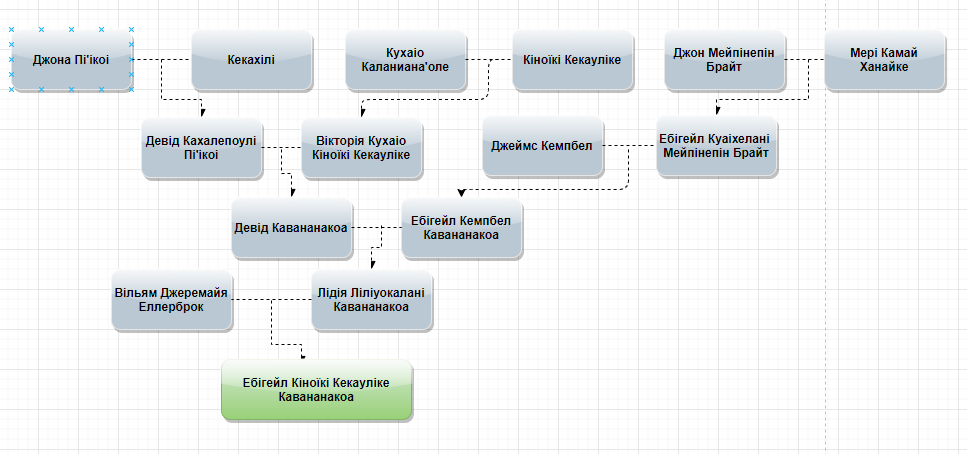
Родовід Кавананакоа